# Попечительство императрицы Марии о слепых
Попечительство Императрицы Марии Александровны о слепых (вначале Мариинское попечительство о слепых) — благотворительное учреждение в Российской империи для социальной защиты слепых. Входило в ведение Ведомства учреждений императрицы Марии.

## История
Попечительство основано статс-секретарём К. К. Гротом в 1881 году и руководствовалось утверждёнными императором 13 февраля 1881 года «основными началами» деятельности. Общество возникло из главного попечительства для помощи нуждающимся семействам военнослужащих, учреждённого во время русско-турецкой войны. В числе солдат, вернувшихся с войны, оказалось немало слепых, с целью призрения которых были учреждены ремесленные училища-интернаты в Петербурге и Киеве. Вскоре в главное попечительство стали обращаться с просьбами и слепые других сословий; это навело на мысль о необходимости не временного, а постоянного общества, которое бы заботилось об участи всех слепых.

## Обучение слепых
С самого начала своей деятельности попечительство преимущественно занималось учреждением училищ для слепых детей, с целью готовить их к самостоятельной трудовой жизни. Программа училищ для слепых представляла расширенный курс народной школы, с прибавлением ремесленного отделения (щёточное и корзиночное ремёсла, а для девочек также и женские рукоделия); кроме того из слепцов готовили музыкантов и настройщиков роялей. На конец XIX — начало XX века существовало 23 интерната для детей с более 600 учащихся. Курс обучения продолжался в среднем десять лет. По переписи, проведённой в 1886 году по инициативе и на средства попечительства, в пределах Европейской России и Кавказа оказалось 189 872 слепых, в том числе крестьян — 86 %. Поэтому и слепые дети, обучающиеся в училищах, принадлежали главным образом к крестьянской среде. Кроме детей, среди них было много слепых, вполне способных к физическому труду. Чтобы дать им возможность научиться ремеслу, попечительство устроило ремесленное убежище в Каменец-Подольском и мастерские имени К. К. Грота в Петербурге, куда принимались слепцы в возрасте 16—35 лет. После трёхлетнего обучения слепые становились самостоятельными работниками, продавая свои изделия, в большинстве случаев, в склад попечительства, которое принимало на себя заботу о сбыте. Призрение не способных к труду слепых и выдача им денежных пособий ставились попечительством на второй план: оно имело только четыре богадельни и выдавало около 15 000 рублей в год денежных пособий. Раздача пособий признавалась не достигающей цели, так как слепой, получавший пособие, являлся очень часто предметом эксплуатации.

## Офтальмологическая помощь
Попечительство пришло к убеждению, что число слепых в России могло быть значительно меньше, если бы население имело достаточную и своевременную офтальмологическую помощь. Попечительство учредило лечебницы, организовало постоянные офтальмологические («окулистические») пункты, снабжало их наборами инструментов и стёкол, лекарствами, а также содержало кровати в существующих глазных лечебницах. Летучие отряды попечительства отправлялись в отдалённые местности для подачи главным образом хирургической помощи больным глазами. В 1893 году в виде опыта послано 7 отрядов, в 1894 году уже 21, в 1895 году — 24, в 1896 году — 31, в 1897 году — 33. За четыре года (1893—1896) от имени попечительства оказана помощь 150 016 больным и произведено 38 867 глазных операций.

## Организация и финансы
Попечительство было частным обществом, состоявшим на конец XIX-начало XX века из 27 отделений и комитетов. Попечительство существовало на средства, собираемые по всей России. Одним из главных источников его доходов служил церковно-кружечный сбор, производимый, в неделю о слепом в городских и монастырских церквях. Сбор этот в 1896 году дал 91 704 рубля. Кроме того, получено в том же году дохода с капиталов 105 534 рубля, членских взносов (от 5 258 членов) 24 929 рублей, пожертвований 104 923 рубля, от продажи изделий 17 388 рублей, всего 426 553 рубля. Израсходовано всего 387 733 рубля. Капиталы попечительства и его отделений к 1 января 1897 года составляли 2 697 556 рублей. Отчёты попечительства и его отделений печатались ежегодно и высылались всем желающим бесплатно. Для распространения понятий о помощи слепых попечительство издавало ежемесячный журнал «Слепец», высылавшийся членам попечительства бесплатно. Для слепых в собственной типографии попечительства печатались книги шрифтом Брайля, а с 1 января 1898 года для них издавался ежемесячный журнал «Досуг слепых».